# Passaporto per Fonòpoli
Passaporto per Fonòpoli è un EP di Renato Zero, pubblicato nel 1993. Pur essendo un EP è considerato il diciassettesimo album in studio del cantautore.

## Il disco
Il minialbum comprende il singolo Ave Maria, portato a Sanremo 1993 dove giunse al quinto posto (poi incluso anche nell'album Quando non sei più di nessuno); comprende, inoltre, altri tre brani non inclusi nell'album Quando non sei più di nessuno, pubblicato simultaneamente. Con questo singolo, che al pari dell'album raggiunse il primo posto nelle classifiche di vendita, Renato cercò di raccogliere fondi per il suo progetto Fonòpoli: infatti l'acquisto del cd prevedeva una card da usare in vista dell'apertura dello spazio, oltre all'omaggio di un calendario che ritraeva alcuni disegni di Giovanni Barca che ritraevano Renato vestito alla maniera di personaggi illustri italiani.
Menefotto, è un episodio divertente e ironico sui malcostumi italiani, con numerose allusioni soprattutto all'allora movimentatissima situazione politica: sono infatti gli anni di Tangentopoli e rientra nel filone dei brani più «ameni» di Renato (Baratto, Danza macabra, Sbattiamoci, etc.), mentre I ragazzi nella pioggia (dedicato alle nuove generazioni) e Giorni senza storia rientrano nel filone più intimista e sembrano ricollegarsi soprattutto ai brani conclusivi del long playing del 1993, quali Figli della guerra e Casal de' Pazzi.
Il 5 aprile 2019, l'album è stato pubblicato, in versione rimasterizzata, su tutte le piattaforme digitali ed è stato ristampato in versione CD per la collana Mille e uno Zero, edita con TV Sorrisi e Canzoni.

## Tracce
1. Menefotto (Renatozero-Evangelisti/Serio-Renatozero) - 2:59
2. I ragazzi nella pioggia (Evangelisti/Renatozero-Pintucci) - 4:25
3. Giorni senza storia (Evangelisti/Serio-Renatozero) - 5:19
4. Ave Maria (Renatozero/Serio-Renatozero) - 6:18